# Tethysbaena texana
Tethysbaena texana is een bronkreeftjessoort uit de familie van de Monodellidae. De wetenschappelijke naam van de soort is voor het eerst geldig gepubliceerd in 1965 door Maguire.